# إسحاق س. بف
إسحاق س. بف (بالإنجليزية: Isaac C. Pugh)‏ هو ضابط أمريكي، ولد في 23 نوفمبر 1805 في مقاطعة كرستشيان في الولايات المتحدة، وتوفي في 19 نوفمبر 1874 في ديكادور في الولايات المتحدة.